# بحث (مسلسل كوري)
بحث (بالانجليزية: Search بالكورية: 써치)؛ هو مسلسل تلفزيوني كوري جنوبي لعام 2020. عرض على أو سي إن في 17 أكتوبر 2020 كل يوم السبت والاحد، هذا المسلسل هو أول دراما عسكرية مثيرة لكوريا الجنوبية تدور أحداثها في المنطقة منزوعة السلاح (DMZ).

## القصة
يحاول أعضاء قوات البحث العسكري ، بمن فيهم كو دونغ جين (جانج دونج يون) وابنه يي ريم (كريستال) القتال ضد مخلوق غامض والنضال من أجل الابتعاد عن المنطقة المجردة من السلاح. يبنون الصداقة الحميمة من خلال نضالهم. كو دونج جين هو رقيب ولم يتبق سوى القليل من الوقت في الجيش. سون يي ريم هي ضابط صف ولديها سر حول ميلادها.

## بطولة
- جانغ دونغ يون[5]

- كريستال جونغ

- يون بارك

## المشاهدات
| الموسم | الموسم | رقم الحلقة | رقم الحلقة | رقم الحلقة | رقم الحلقة | رقم الحلقة | رقم الحلقة | رقم الحلقة | رقم الحلقة | رقم الحلقة | رقم الحلقة | المتوسط |
| الموسم | الموسم | 1          | 2          | 3          | 4          | 5          | 6          | 7          | 8          | 9          | 10         | المتوسط |
| ------ | ------ | ---------- | ---------- | ---------- | ---------- | ---------- | ---------- | ---------- | ---------- | ---------- | ---------- | ------- |
|        | 1      | 791        | 886        | 675        | 901        | 808        | 1095       | 828        | 1015       | 993        | 1065       | 906     |

| الحلقة | تاريخ البث الأصلي | متوسط حصة الجمهور (AGB Nielsen) | متوسط حصة الجمهور (AGB Nielsen) |
| الحلقة | تاريخ البث الأصلي | على الصعيد الوطني               | سيول                            |
| ------ | ----------------- | ------------------------------- | ------------------------------- |
| 1      | 17 أكتوبر 2020    | 2.640%                          | 2.408%                          |
| 2      | 18 أكتوبر 2020    | 3.115%                          | 3.247%                          |
| 3      | 24 أكتوبر 2020    | 2.280%                          | 2.299%                          |
| 4      | 25 أكتوبر 2020    | 2.881%                          | 3.135%                          |
| 5      | 31 أكتوبر 2020    | 3.347%                          | 3.679%                          |
| 6      | 1 نوفمبر 2020     | 3.919%                          | 4.336%                          |
| 7      | 7 نوفمبر 2020     | 3.018%                          | 2.988%                          |
| 8      | 8 نوفمبر 2020     | 3.532%                          | 3.877%                          |
| 9      | 14 نوفمبر 2020    | 3.575%                          | 3.816%                          |
| 10     | 15 نوفمبر 2020    | 3.922%                          | 3.693%                          |
| معدل   | معدل              | 3.223%                          | 3.348%                          |

## روابط خارجية
- البحث على موقع IMDb (الإنجليزية)
- البحث على موقع كينوبويسك (الروسية)
- البحث على موقع قاعدة بيانات الفيلم (الإنجليزية)